# Ulrike Beisiegel

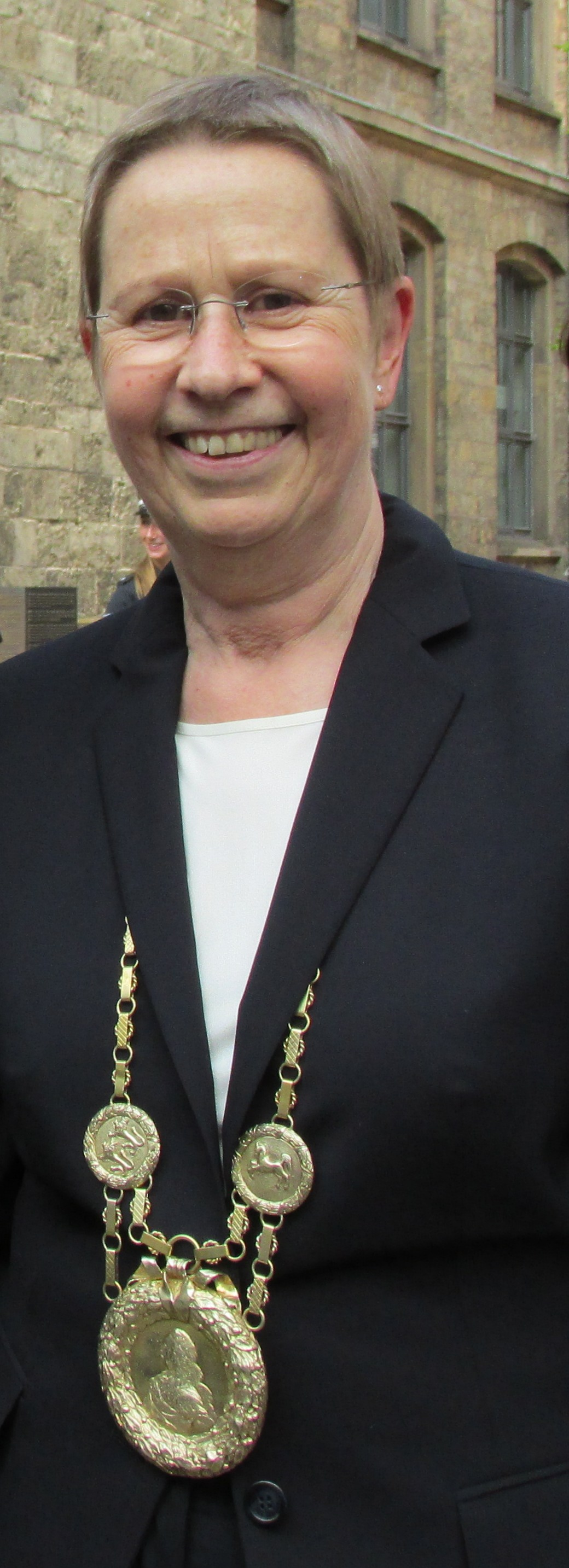
Ulrike Beisiegel (2014)

Ulrike Beisiegel (* 23. Dezember 1952 in Mülheim an der Ruhr) ist eine deutsche Biochemikerin und Hochschullehrerin. Von 2011 bis 2019 war sie Präsidentin der Georg-August-Universität Göttingen.

## Beruflicher Werdegang
Ulrike Beisiegel absolvierte ihr Abitur an der Luisenschule Mülheim an der Ruhr. Anschließend studierte sie Biologie und Biochemie an den Universitäten in Münster und Marburg. An der Universität Marburg wurde sie 1979 nach dem Humanbiologiestudium am Fachbereich Medizin promoviert (Dr. physiol.). Der weitere wissenschaftliche Werdegang führte sie an die University of Texas at Dallas, an der sie bei Joseph Leonard Goldstein und Michael S. Brown arbeitete. Nach zwei weiteren Jahren als wissenschaftliche Mitarbeiterin in Marburg wurde sie 1984 Mitarbeiterin am Universitätsklinikum Hamburg-Eppendorf. Nach der Habilitation in Hamburg 1990 wurde sie dort 1996 zunächst Professorin und 2001 Direktorin des Instituts für Biochemie und Molekularbiologie am Klinikum Eppendorf.
Ulrike Beisiegel wurde als Ombudsfrau der Deutschen Forschungsgemeinschaft, als Senatorin der Leibniz-Gemeinschaft (seit 2002) und als Vorsitzende der Wissenschaftlichen Kommission im Wissenschaftsrat (seit 2006) als Wissenschaftspolitikerin bekannt.
Der Senat der Georg-August-Universität Göttingen wählte Beisiegel einstimmig als Präsidentin der Georgia-Augusta für die am 1. Januar 2011 beginnende sechsjährige Amtsperiode und damit als Nachfolgerin des Biochemikers und Zellbiologen Kurt von Figura. Der Stiftungsausschuss bestätigte ihre Wahl. Sie wurde damit die erste Frau an der Spitze der 1737 gegründeten Universität. 2012 musste sie das Ausscheiden Göttingens aus der Exzellenzinitiative verkünden.
Beisiegel hat sich in der Naturwissenschaftler-Initiative Verantwortung für den Frieden auch als Autorin für die Friedensbewegung engagiert und gehörte zum Direktorium des Carl Friedrich von Weizsäcker-Zentrums für Naturwissenschaft und Friedensforschung (ZNF) an der Universität Hamburg. Neben Gleichstellungsthemen engagierte sich Ulrike Beisiegel für das Projekt Frauen in der Spitzenforschung. Eine Untersuchung zur Umsetzung der Chancengleichheit von Frauen und Männern in den drei Förderrichtlinien der Exzellenzinitiative. 2016 kam es zu einer Kontroverse wegen der Nichtverlängerung der Professur von Samuel Salzborn. Nach dem erneuten Scheitern in der Exzellenzstrategie im September 2018 kamen erste Rücktrittsforderungen auf. Im Juli 2019 erklärte Beisiegel, Ende September 2019 vorzeitig aus dem Amt scheiden zu wollen. Explizit erwähnte sie, dass „auch die aktuellen Diskussionen in der Universität zu [ihrer] Amtsführung“ zur Rücktrittsentscheidung beigetragen hätten.

## Auszeichnungen
- 1983: Heinz Maier-Leibnitz-Preis der DFG (gemeinsam mit Reinhard Hohlfeld, Elisabeth Heywinkel und Harald Jüppner für ihre Arbeit über „Rezeptordefekte als Krankheitsursache“)
- 1996: Ehrendoktorwürde der medizinischen Fakultät der Universität Umeå, Schweden
- 2008: Rudolf-Schönheimer-Medaille der Deutschen Gesellschaft für Arterioskleroseforschung
- 2014: Ubbo-Emmius-Medaille der Universität Groningen
- 2015: Ehrendoktorwürde der University of Edinburgh, Vereinigtes Königreich